# Съюз на българите в Кипър
Историята на Съюза на българите в Кипър (СБК) започва през 1989 г., като в първите девет години функционира като неюридическо лице. На 4 април 1998 г. организацията е официално учредена в гр. Лимасол, а на 1 юли 1999 г. е регистрирана като юридическо лице в гр. Никозия.
Както е посочено и в Устава, основна цел на Съюза е да защитава, съхранява и развива българското самосъзнание сред своите членове, да защитава, съхранява и развива българския език, култура и традиции сред българската общност в Кипър, както и да допринася за тяхното популяризиране в кипърското общество.
Организацията развива активна дейност, която е насочена към обединяване на българската общност и съхраняване на българското самосъзнание и култура.
Ръководството на СБК се намира в Лимасол. През 2007 г. за председател е избрана Ира Папагеоргиу, която ръководи СБК през следващите 10 години. През 2017 г., на проведеното Отчетно-изборно Общо Събрание, за председател на Съюза на българите в Кипър е избран д-р Любен Крушовски, а Ира Папагеоргиу е отличена като почетен член на Съюза, за активната и успешна работа.
СБК развива читалищна дейност като има свои културни центрове с библиотеки, филмотеки, провежда образователни курсове и голямо разнообразие от мероприятия в Никозия, Лимасол, Паралимни, Пафос, Полис и Дали.
В културните центрове на СБК се провеждат и занятията на българските съботно-неделни училища, които се регистрират със стартирането на националната програма „Роден език и култура зад граница“ през 2009 г., а по късно съгласно Постановление 334 към Министерския съвет (понастоящем Постановление 90 към Министерски съвет).
Съюзът на българите в Кипър е бенефициент на пет съботно-неделни училища: „Св. Климент Охридски“ (Лимасол), „Народни будители“ (Паралимни), „Българското училище в Пафос“, „Азбукарче“ (Полис Хрисохус) и „Никола Вапцаров“ в Никозия с филиал в Дали (www.bgschoolnicosia.com), официално регистриран през 2017 г.
Основна цел на Съюза е да защитава, съхранява и развива българското самосъзнание сред своите членове, да защитава, съхранява и развива българския език, култура и традиции сред българската общност в Кипър, както и да допринася за тяхното популяризиране в кипърското общество.